# Anjouin
Anjouin é uma comuna francesa na região administrativa do Centro, no departamento Indre. Estende-se por uma área de 29 km². Em 2010 a comuna tinha 335 habitantes (densidade: 11,6 hab./km²).